# Evangelische Kirche Klingenberg

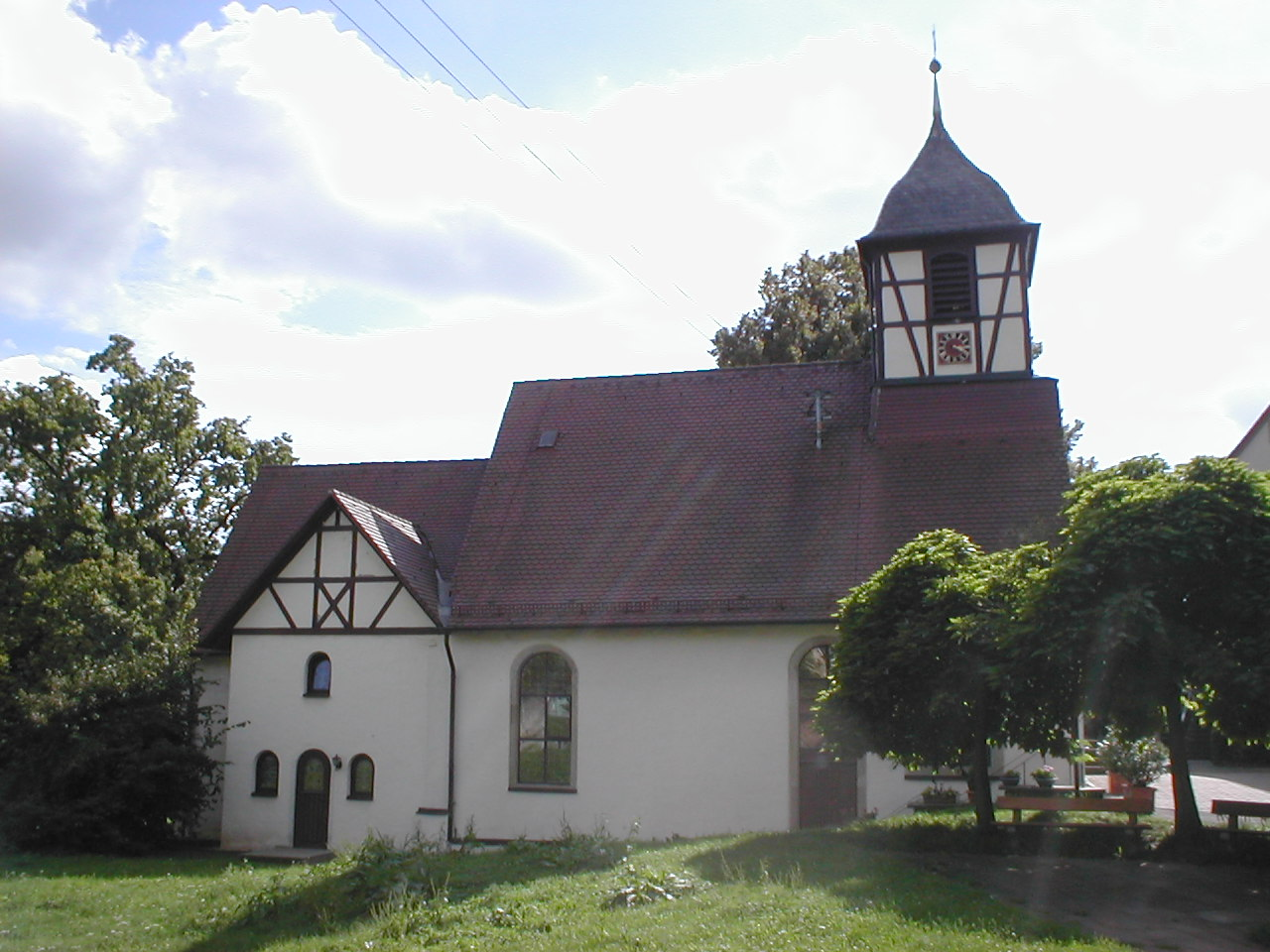
Evangelische Kirche in Heilbronn-Klingenberg

Die Evangelische Kirche im Heilbronner Stadtteil Klingenberg erhielt 1736 unter den Grafen von Neipperg im Wesentlichen ihre heutige Gestalt, wobei der Chor und die Sakristei mit Kreuzrippengewölbe deutlich älter sind. Die seit 2023 vereinigte Kirchengemeinde Böckingen-Klingenberg gehört zum Kirchenbezirk Heilbronn in der Evangelischen Landeskirche in Württemberg.

## Geschichte
Klingenberg befand sich ab dem frühen 15. Jahrhundert im Besitz der Herren von Neipperg, die auf dem Schloss Klingenberg auch zeitweilig ihren Hauptsitz hatten. Die Kirche in Klingenberg geht auf die Bautätigkeit der Neipperger zu unterschiedlichen Epochen zurück. Der älteste Bauteil der Kirche ist die Sakristei mit gotischen Fenstern und Kreuzrippengewölbe. Die Sakristei wurde gemäß einer Inschrift 1508 von Wilhelm von Neipperg und seiner Frau Anna von Schwarzenberg als Kapelle gestiftet. Der Chor der Kirche wurde zur Zeit der späten Gotik erbaut. Über den Bau des Langhauses gibt es keine Unterlagen, gemäß zweier Bauinschriften wurde es 1736 renoviert und umgebaut.
Von der Klingenberger Kirche ist anzunehmen, dass sie analog zur Kirche im Dorf Neipperg, dem Stammsitz des Geschlechts, wo die Neipperger ebenfalls das Patronatsrecht innehatten, ursprünglich der Hl. Katharina geweiht war. Der Lehnsherr der Pfarrei Meimsheim, Graf Eberhard im Bart, hatte 1476 den Neippergern darüber hinaus das „Präsentationsrecht“ für die Hl. Katharina eingeräumt.
Seit der Reformation war die Klingenberger Kirche, gemeinsam mit den anderen neippergischen Pfarreien wie Neipperg, Massenbach und Adelshofen eine Filialkirche der Oberpfarrei Schwaigern.

## Beschreibung

### Langhaus
Das Langhaus des Kirchenschiffs ist von einem hölzernen Tonnengewölbe überspannt. An der nördlichen Seitenwand befindet sich ein Gemälde mit der Darstellung einer Szene aus Jesaja 7 von 1747. An der Südwand ist das Wappen der Grafen von Neipperg angebracht. Dort befand sich einst ein separater Eingang für die Grafenfamilie, der jedoch später vermauert wurde und nur noch anhand einer Steinleibung auszumachen ist. An der westlichen Giebelseite ist eine Empore eingezogen, auf der sich eine einmanualige Orgel von Johann Viktor Gruol von 1853 befindet. Außen am Langhaus befinden sich zwei jeweils auf 1736 datierte Inschriften, die auf eine Renovierung der Kirche durch Heinrich Bechmann hinweisen.

### Chor
Der rechteckige, nach Osten ausgerichtete Chor stammt aus der Zeit der späten Gotik und ist von einer flachen Holzdecke überspannt. Die Fenster des Chores haben geraden Sturz. Das farbige Glasfenster an der Ostwand des Chores wurde 1959 von Adolf Saile gestaltet. Im Chor sind neben dem Altar mit Altarkruzifix drei historische Epitaphe der Familie von Neipperg aus dem 16. und 17. Jahrhundert aufgestellt. Der Chorbogen ist zum Langhaus hin mit aufgemalten Blumenranken verziert.

### Sakristei
Die Sakristei ist an der Stabwerkspforte zum Chor mit 1508 und an der Eingangstür mit 1593 datiert. Sie weist ein Kreuzrippengewölbe auf, dessen Schlussstein das Wappen der Familie von Neipperg zeigt.

### Kirchenglocken
Die Kirche besitzt eine Barockglocke mit dem Schlagton dis2 so wie der Darstellung der Geburt Christi und der Inschrift:

 Soli deo Gloria 

 Me fecit Samuel Mezger Heilbronnensis 1768
Eine zweite Glocke wurde 1972 von der Glockengießerei A. Bachert, Heilbronn, gegossen. Diese Glocke hat den Schlagton f2 .

Sie trägt die Inschrift „Ich bin das A und O, der Anfang und das Ende.“
Eine heute nicht mehr vorhandene andere Glocke soll folgende Inschrift getragen haben:

Klingenbergs besonderes Glück

Bringet mich in dis Geschick